# Nikita (serial telewizyjny 2010)
Nikita (2010–2013) – amerykański serial dramatyczny nadawany przez amerykańską stację The CW bazujący na francuskim filmie Nikita, jego remake'u Kryptonim Nina oraz poprzednim serialu Nikita. 9 maja 2013 stacja przedłużyła serial o czwarty i finałowy skrócony sezon. 27 grudnia miała miejsce emisja finałowego odcinka serialu.

## Fabuła
Tytułowa Nikita (Maggie Q) to kobieta szpieg, którą tajna organizacja pozbawiła tożsamości i nauczyła walczyć. Po udanej ucieczce z organizacji pragnie się zemścić.

## Obsada
- Maggie Q jako Nikita
- Lyndsy Fonseca jako Alex
- Shane West jako Michael
- Aaron Stanford jako Birkhoff
- Melinda Clarke jako Amanda
- Tiffany Hines jako Jaden
- Sebastien Roberts jako Daniel
- Neil Davison jako Kyle
- Ashton Holmes jako Thom
- Xander Berkeley jako Percy
- Thad Luckinbill jako Nathan Colville
- Kassandra Santos jako technik sekcji
- Jeffrey Parazzo jako technik

## Odcinki
| Sezon | Sezon | Odcinki | Oryginalna emisja    | Oryginalna emisja |
| Sezon | Sezon | Odcinki | Premiera sezonu      | Finał sezonu      |
| ----- | ----- | ------- | -------------------- | ----------------- |
|       | 1     | 22      | 9 września 2010      | 12 maja 2011      |
|       | 2     | 23      | 23 września 2011     | 18 maja 2012      |
|       | 3     | 22      | 19 października 2012 | 17 maja 2013      |
|       | 4     | 6       | 22 listopada 2013    | 27 grudnia 2013   |

## Nagrody i nominacje
| Rok  | Nagroda               | Kategoria                                                                                        | Wynik     |
| 2011 | Nagroda Teen Choice   | Ulubiona aktorka w serialu akcji Lyndsy Fonseca                                                  | Nominacja |
| 2011 | Nagroda Teen Choice   | Ulubiona aktorka w serialu akcji Maggie Q                                                        | Nominacja |
| 2011 | Nagroda Teen Choice   | Ulubiony aktor w serialu akcji Shane West                                                        | Wygrana   |
| 2011 | Nagroda Teen Choice   | Ulubiony serial akcji                                                                            | Nominacja |
| 2011 | ASC                   | Najlepsze zdjęcia do odcinka serialu / odcinka pilotażowego David Stockton za odcinek pilotażowy | Nominacja |
| 2011 | Kryształowa Statuetka | Ulubiony nowy serial                                                                             | Nominacja |